# Sprung rhythm
Sprung rhythm is een door de Engelse dichter Gerard Manley Hopkins (1844-1889) geïntroduceerde benaming voor een gecompliceerd metrisch systeem. Om de gewone spraak te imiteren wordt de eerste lettergreep van een versvoet beklemtoond, waarna in de versregel een variërend aantal onbeklemtoonde lettergrepen volgen.
Hopkins was niet de eerste dichter die van dit systeem gebruikmaakte. Het gaat om een herontdekking, want in feite treft men het reeds aan in het middeleeuwse vierheffingsvers en het komt ook voor in oude Engelse volksliedjes en in het werk van onder meer Shakespeare en Milton.
Hopkins' werk zou op zijn beurt aanleiding zijn voor een herwaardering van oude versprincipes, en onder meer het werk van T.S. Eliot beïnvloeden.